# Fritz Du Bois
Fritz Du Bois Freund (Lima, 6 de julio de 1955 - ibídem, 25 de mayo de 2014) fue un economista y periodista peruano. En el 2013 fue nombrado director periodístico del diario El Comercio.

## Biografía
Nacido en Lima el 6 de julio de 1955. Hijo del vicealmirante Jorge Du Bois Gervasi, realizó estudios de Letras y Humanidades (1972-1975) en la Pontificia Universidad Católica del Perú y de Business Administration (1977-1979) en el Politécnico de Londres (London Polytechnic). Dirigió la Oficina Comercial del Perú en el Reino Unido  (1980-1988). Estuvo casado con la periodista Cayetana Aljovín.
Entre 1993 y 1998 fue parte del equipo que tomó las primeras medidas que fueron la base del resurgimiento de la economía peruana como Jefe del Gabinete de Asesores del Ministerio de Economía y Finanzas del Perú. Posteriormente participó activamente en el debate nacional defendiendo las reformas de mercado desde el Instituto Peruano de Economía (IPE) del cual fue Gerente desde 1999 hasta 2008.
Fue designado por el directorio de la Empresa Editora El Comercio como director periodístico de ese diario, cargo que ejerció desde el pasado 1 de octubre de 2013, reemplazando a Francisco Miró Quesada Rada, quien se jubiló luego de laborar 5 años en el puesto. Anteriormente ejerció el mismo cargo en diario Perú.21.
Falleció en la madrugada del 25 de mayo del 2014 en la clínica Anglo Americana de Lima, víctima de un problema cardiovascular. Sus restos fueron velados inicialmente en la sede del diario El Comercio, en el Centro histórico de Lima, y luego en privado en su domicilio donde accedieron sus familiares y algunos líderes políticos como el presidente Ollanta Humala y el alcalde de Lima Luis Castañeda Lossio, Sus restos fueron cremados. 

## Obras
- Dollarization of the Peruvian Economy: Risks and Opportunities -1999.
- La Reforma Incompleta: 19 studies about pending structural reforms in Peru - 2000.
- Programas Sociales, Salud y Educación: A Review of Social Policies in Perú 2004.